# Баєвський Пилип Васильович
Пилип Баєвський (чернече ім'я Теодосій; *р. і м. н. невід., — †11 березня 1678, Слуцьк) — український латиномовний поет з оточення Петра Могили. Префект Києво-Могилянської академії, єпископ Білоруський Київської митрополії Вселенської патріархії.

## Біографія
Закінчив Києво-Могилянську академію, з 1646 викладав у ній риторику.
Префект Києво-Могилянської академії і намісник ігумена Київського Братського монастиря.
Поет з оточення Петра Могили («Києво-Могилянський атеней»). Писав латинською та польською мовами, автор панегіриків: шлюбного панегірика «Choreae bіпі solis et lunae… in nuptiis… Janussii Radivil et Mariae despotae Moldaviae filiae applaudente Collegio Mohilano Kioviensi» (Київ, друкарня лаври, 1645) («Подвійний хоровод сонця і місяця, орлів і лицарів на світлому весіллі Януша Радзивілла і Марії, господарівни Молдавії, під оплески Колегії Могилянської Київської»), «Sancti Petri metropolitae Kijoviensis thaumaturgi Rossiae… Petrus Mohila…» (K., 1645) («Святого Петра митрополит Київський, хрестотворець руський… Петро Могила»), «Tentoria venienti Kioviam… Adamo de Brusilow Svendoldicio Kisiel a Collegio Mohilaneo Kiouiensi expansa» (K., 1646) («Шатро, принесене в Київ Адамом з Брусилова із Свентольдів Киселем і розпростерте Колегією Могилянською Київською»).
У Києві займався відбудовою Трьохсвятительської церкви, у 1650 році став настоятелем Видубицького монастиря, потім — Михайлівського Золотоверхого монастиря
Належав до числа української церковної еліти, яка обґрунтовувала правомочність інтервенції в Україну з боку московського монарха («Сіону нашого, oт которого закон изидє с просвящением і крещением всея Россійскія землі»). Проте переконався у марності такої справи. Разом з митрополитом Київським, Галицьким і всієї Малої Росії Сильвестром Косовим та архімандритом Києво-Печерської Лаври Йосипом Тризною виступав проти підкорення Київської митрополії Московській церкві. Текст протесту було занесено від імені митрополита Силтвестра Косова та Йосипа Тризни до луцьких гродських книг Речі Посполитої.
Пилип Баєвський таємно перебрався до Слуцька під покровительство литовського коронного гетьмана Януша Радзивілла, де був архімандритом Слуцького Троїцького монастиря Мінської єпархії Київської Церкви. Мав титул коронного намісника Київської митрополії Великого князівства Литовського.
1669 хіротонізований, а 20 квітня 1672 затверджений єпископом Мстиславським, Оршанським і Могильовським (Білоруським) УПЦ Вселенського патріархату.